# Mariusz Saniternik
Mariusz Saniternik (ur. 7 grudnia 1954 w Krakowie) – polski aktor; uznawany za aktora charakterystycznego.

## Życiorys
W 1980 roku ukończył studia na PWST w Krakowie. W latach 1981–1982 był aktorem Teatru Bogusławskiego w Kaliszu, w latach 1982–1992 Teatru Jaracza w Łodzi, a w latach 1992–1995 występował na deskach Teatru Słowackiego w Krakowie i był także aktorem Teatru Nowego w Łodzi (1998–2003). Popularność przyniosły mu role w filmach Jana Jakuba Kolskiego.

## Filmografia
- Amnestia (1981) jako milicjant Julek
- Kingsajz (1987) jako więzień Małolat
- Sławna jak Sarajewo (1987) jako Czogała
- Ucieczka z miejsc ukochanych (1987) jako Sajwaj
- Niezwykła podróż Baltazara Kobera (1988) jako kleryk
- Pan Samochodzik i praskie tajemnice (1988) jako złodziej Franek Gnat
- Żelazną ręką (1989) jako prowadzący Agatę na stos
- Dziewczyna z Mazur (1990) jako mieszkaniec Pragi, kolega Leszka Smolenia
- Kanalia (1990) jako niemowa
- Kramarz (1990) jako Bolek
- Pogrzeb kartofla (1990) jako Pasiasia
- Powrót wilczycy (1990) jako grabarz
- Zabić na końcu (1990)
- Trzy dni bez wyroku (1991) jako kolega „Tyki”
- Rozmowy kontrolowane (1991) jako robotnik ucztujący w baraku
- Kawalerskie życie na obczyźnie (1992)
- Pograbek (1992) jako Pograbek
- Szwadron (1992) jako Wicek
- Zwolnieni z życia (1992) jako pacjent szpitala psychiatrycznego
- Cudowne miejsce (1994) jako Staszko „Indorek”
- Grający z talerza (1995) jako Morka
- Wojenna narzeczona (Bride of war, 1997) jako Kostek, członek oddziału partyzanckiego AK
- Prostytutki (1997) jako „Mały Człowiek”
- Rozwód, czyli odrobina szczęścia w miłości - '97 (1997)
- Historia kina w Popielawach (1998) jako Kulawik
- Pan Tadeusz (1999) jako gajowy
- Mordziaki (2000) jako tragarz
- Małopole czyli świat (2001) jako kościelny Józef „Biskup”
- Stacja (2001) jako furman
- Na dobre i na złe (2002) jako kłusownik Władysław Pitera
- Samo życie (2002–2007) jako Bronisław, mąż Stefanii, ojciec chrzestny Kingi
- Wiedźmin (2002) jako oficer krasnoludzki
- Warto kochać (2005–2006) jako Pisanko
- Masz na imię Justine (2005) jako pijaczek na rynku
- Kryminalni (2006) jako Łapka
- Palimpsest (2006) jako „patolog”
- Szatan z siódmej klasy (2006) jako złodziej
- Szatan z siódmej klasy (2006) jako złodziej
- Pitbull (2008) jako Wiktor Wojdyła (odc. 29)
- Afonia i pszczoły (2009) jako Rafał
- Erratum (2010) jako bezdomny „Bohun”
- Komisarz Alex (2011) jako Zygmunt Karasiewicz (odc. 11)
- Usta usta (2011) jako diler „Dziadek” (odc. 30)
- Poczekalnia (2012) jako pacjent
- Mój biegun (2013) jako ojciec Bogdana
- Zbrodnia (2014) jako Zenon
- Antyterapia (2014) jako pan Romek
- Wataha (2014) jako Kalita